# Мариев, Павел Лукьянович
Павел Лукьянович Мариев (бел. Павел Лук'янавіч Марыеў; род. 14 июня 1938, Дулово, Ярославская область) — белорусский учёный-конструктор и управленец; Герой Беларуси (2001), Заслуженный работник промышленности Республики Беларусь (1998).

## Биография
Родился 14 июня 1938 года в Ярославском районе Ярославской области. Окончил Ярославский автомеханический техникум по специальности «автомобилестроение». Отслужил в Советской армии. С 1956 года — техник-конструктор на Уральском автомобильном заводе.
С 1959 года работает на Белорусском автомобильном заводе. Начал техником-технологом, затем работал старшим технологом, начальником бюро механизации и автоматизации, главным технологом, главным инженером. С 1992 по 2007 год был генеральным директором завода. Окончил Белорусский политехнический институт в 1972 году.
Доктор технических наук, автор и соавтор 28 научных работ, 2 авторских свидетельств, 2 патентов. Депутат Минского областного совета депутатов и Жодинского городского совета депутатов нескольких собраний.
Ныне директор научно-технического центра карьерной техники и технологий государственного научного учреждения «Объединенный институт машиностроения Национальной академии наук Беларуси».

## Награды
- Герой Беларуси (2001) — за самоотверженный труд и выдающиеся усилия в развитие отечественного автомобилестроения[3];
- Орден Отечества III степени (2006) — за высокие достижения в производственной и социально-культурной сферах, значительный личный вклад в выполнение прогнозных показателей социально-экономического развития республики в 2001—2005 годах[4];
- Орден Дружбы народов;
- Орден «Знак Почёта»;
- Заслуженный работник промышленности Республики Беларусь (1998) — за многолетнюю плодотворную работу, большой личный вклад в развитие белорусского автомобилестроения[5];
- Почётный гражданин Жодино (2002);
- Почётный гражданин Минской области (2008);
- Почётная грамота Совета Министров Республики Беларусь (1998) — за многолетний плодотворный труд и значительный вклад в развитие отечественного машиностроения[6].